# Pediasia
Pediasia är ett släkte av fjärilar som beskrevs av Jacob Hübner 1825. Enligt Catalogue of Life ingår Pediasia i familjen Crambidae, men enligt Dyntaxa är tillhörigheten istället familjen mott.

## Bildgalleri

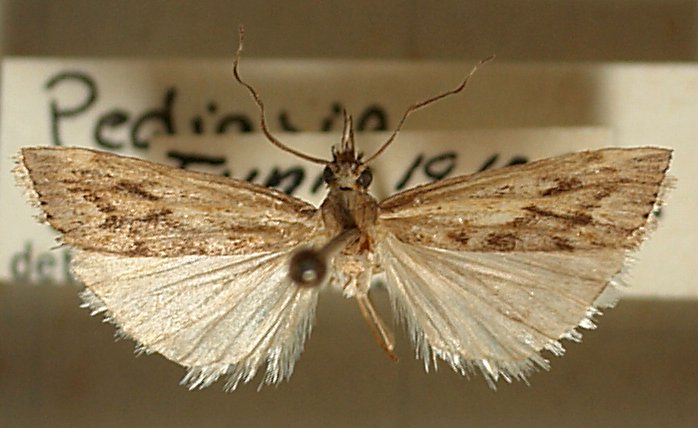

## Dottertaxa tillPediasia, i alfabetisk ordning[1][2]
- Pediasia abbreviatellus
- Pediasia abtrusellus
- Pediasia adamczewskii
- Pediasia adredellus
- Pediasia agnaki
- Pediasia alaicus
- Pediasia alcmena
- Pediasia altaicus
- Pediasia amandasella
- Pediasia angulilinea
- Pediasia aridalis
- Pediasia aridella
- Pediasia aridelloides
- Pediasia atrellus
- Pediasia batangensis
- Pediasia biliturellus
- Pediasia bizonelloides
- Pediasia bizonellus
- Pediasia bolivarellus
- Pediasia browerellus
- Pediasia bulloni
- Pediasia cantiellus
- Pediasia caradjaellus
- Pediasia cistites
- Pediasia contaminella
- Pediasia desertellus
- Pediasia distinctellus
- Pediasia dorsipunctellus
- Pediasia dumontellus
- Pediasia edmontellus
- Pediasia ematheudellus
- Pediasia epineurus
- Pediasia escalerellus
- Pediasia exoletella
- Pediasia exsiccatus
- Pediasia exsoletella
- Pediasia fascelinella
- Pediasia ferruginea
- Pediasia festivellus
- Pediasia figuratellus
- Pediasia fulvitinctellus
- Pediasia fumosellus
- Pediasia fuscicostella
- Pediasia fuscisquamellus
- Pediasia fusculellus
- Pediasia georgella
- Pediasia gertlerae
- Pediasia gracilellus
- Pediasia gregori
- Pediasia griseellus
- Pediasia gruberella
- Pediasia hispanica
- Pediasia holochrellus
- Pediasia hübneri
- Pediasia interminellus
- Pediasia jecondica
- Pediasia jucundellus
- Pediasia kasyi
- Pediasia katahdini
- Pediasia kenderesiensis
- Pediasia kindermanni
- Pediasia kuldjaensis
- Pediasia laciniellus
- Pediasia ledereri
- Pediasia lienigiellus
- Pediasia lucrecia
- Pediasia ludovicellus
- Pediasia luteella
- Pediasia mariaeludovicae
- Pediasia marionella
- Pediasia matricella
- Pediasia melanerges
- Pediasia mexicana
- Pediasia mikkolai
- Pediasia monotonus
- Pediasia mutabilis
- Pediasia naumanni
- Pediasia nephelostictus
- Pediasia nepos
- Pediasia niobe
- Pediasia numidellus
- Pediasia obscurus
- Pediasia obtrusellus
- Pediasia ochrellus
- Pediasia ochristrigellus
- Pediasia ochrosignellus
- Pediasia paleatellus
- Pediasia palmitiellus
- Pediasia paraniobe
- Pediasia pectinicornis
- Pediasia pedriolellus
- Pediasia persellus
- Pediasia phrygius
- Pediasia pseudopersella
- Pediasia pudibundellus
- Pediasia radicivittus
- Pediasia ramexita
- Pediasia ramosellus
- Pediasia reosleri
- Pediasia ribbeellus
- Pediasia rufinalis
- Pediasia saisanella
- Pediasia salinellus
- Pediasia sareptella
- Pediasia scolopendra
- Pediasia serraticornis
- Pediasia siculellus
- Pediasia simiensis
- Pediasia simplicellus
- Pediasia simpliciellus
- Pediasia soffneri
- Pediasia spuriella
- Pediasia squalidalis
- Pediasia stenopterellus
- Pediasia steppicolellus
- Pediasia sticheli
- Pediasia strenua
- Pediasia subepineura
- Pediasia subflavellus
- Pediasia sujanellus
- Pediasia suldesertellus
- Pediasia treitschkeella
- Pediasia trisecta
- Pediasia truncatellus
- Pediasia uhryki
- Pediasia ulae
- Pediasia walkeri
- Pediasia wittei
- Pediasia yangtseellus
- Pediasia zellerellus